# Unn Søiland Dale
Unn Søiland Dale (née le 13 avril 1926 à Haugesund et décédée le 4 novembre 2002 à Oslo) est une designer de modèles de tricots et entrepreneure norvégienne.   
Elle a grandement contribué à faire connaître le tricot norvégien à l'échelle internationale.  

## Biographie

### Enfance, formation et débuts
Søiland Dale a commencé sa carrière en tant qu'hôtesse de l'air, puis mannequin à Paris et à Londres,. Comme dans la tradition en Norvège, le tricot fait main est pour elle un loisir mais ses créations suscitent de l'intérêt. Lorsqu'elle reçoit de nombreuses commandes, elle décide alors de rentrer en Norvège et lance sa propre entreprise de tricot en 1953.  

### Carrière
Unn Søiland Dale lance Lillunn Sport a/s en 1953, qu'elle rebaptise plus tard Lillunn a/s Design of Norway.  
Parallèlement, elle accepte un travail de consultante en design pour la firme Sandnes Garn, qui s'appelait alors Sandnes Uldvarabrikk et produisait à la fois du fil pour le tricot à main et des vêtements en tricot pour le prêt-à-porter. Elle leur vend son premier modèle, appelé Eskimo, dont les instructions sont publiées dans le magazine de tricot de l'entreprise. Son contrat lui permet d'acheter auprès d'eux de la laine au prix de gros pour ses propres créations. Elle emploie rapidement un millier de personnes, travaillant à travers toute la Norvège.  
Elle crée par la suite une grande quantité de modèles dont le plus célèbre est le pull Marius, créé en 1954 pour le film Troll i Ord, dans lequel Marius Eriksen porte le célèbre chandail. Outre ces deux modèles, le pull qu'elle crée pour l'icône norvégienne du ski Tomm Murstard, ainsi que les pulls Finmark, Nordkapp, Viking, Frisk, Lyn, Snøkrystall sont particulièrement populaires. Elle collabore par ailleurs avec la firme américaine McGregor, qu'elle autorise à publier certains de ses modèles de tricot pour le tricot à la machine.
Elle a été la première femme norvégienne membre de l'association norvégienne de l'industrie (Indistriforbund).
Pendant de nombreuses années, Unn Søiland Dale a lutté pour que les magazines créditent les designers de modèle de tricot publiés dans leurs pages,. Ce combat est couronné de succès en Norvège à la fin des années 1990 lorsque la Cour Suprême statue que les patrons de tricot et ceux d'autres créations textiles ont droit au même niveau de protection que les autres types de création 
.
Dans les années 1980 et 1990, elle a conçu des modèles pour tricot à main pour  Christian Dior, Hubert de Givenchy et Jean-Charles de Castelbajac à Paris,. En 1981, le journal norvégien Aftenposten la présente comme étant « notre ambassadrice tricot ».

## Distinction
En 2002, elle a reçu la médaille royale du mérite en or pour son travail pionnier de renouvellement du tricot norvégien et la promotion de ce dernier à l'échelle internationale.